# Donvidas
Donvidas è un comune spagnolo di 67 abitanti situato nella comunità autonoma di Castiglia e León.